# Tainia minor
Tainia minor är en orkidéart som beskrevs av Joseph Dalton Hooker. Tainia minor ingår i släktet Tainia och familjen orkidéer. Inga underarter finns listade i Catalogue of Life.